# 山口シヅエ
山口 シヅエ（やまぐち しづえ、1917年10月31日 - 2012年4月3日）は、日本の政治家。元日本社会党及び自由民主党衆議院議員（当選13回）。明るく華やぎのある雰囲気から下町の太陽と呼ばれた。本名静江。

## 来歴・人物
東京都中央区日本橋小伝馬町に、「山口自転車」を経営していた山口重彦（後に参議院議員）の長女として生まれる。1935年、東京府立第七高等女学校（現・東京都立小松川高等学校）を卒業後、家業に従事。従業員への食事を手配する「炊事部長」を務めていた。
弟を戦争で亡くしたことで、「戦争反対を訴えたい」と国政選挙立候補を決意。賀川豊彦の後押しも得て、1946年の第22回衆議院議員総選挙に東京都第1区から日本社会党公認で出馬し当選。39名生まれた日本初の女性代議士の一人となる。売春防止法制定に尽力した。
1967年1月の第31回総選挙で党内派閥抗争のもつれから選挙違反を告発される。結局不起訴となったが、党に不信感を抱き同年5月に社会党を離党。無所属を経て、同年9月に自由民主党に入党して話題を呼んだ。自民党に入党すると福田赳夫の派閥に属した。その頃、福田が党幹事長だった関係で、幹事長室によく顔を出していたという。このとき事務局員との雑談で「自民党に入って驚いたのは、本部で朝8時にはいろんな会議が開かれ、議員が勉強していること。もっと国民に知ってもらうべきだ」と述べている。
1969年の第32回総選挙に自民党公認で立候補し当選。この選挙で日本共産党新人の不破哲三が初当選し、社会党現職の佐野進は落選した。1970年1月に発足した第3次佐藤内閣では経済企画政務次官に就任。
1971年に社会党の戸叶里子が在職中に亡くなると「『初の女性代議士』最後の在職者」となった。1972年の第33回総選挙は次点で落選。
1976年の第34回総選挙で返り咲き、自民党唯一の女性代議士となった。
1970年代後半には全日本女子格闘技連盟初代コミッショナーとして女子キックボクシング及びボクシングのタイトルを認定。経済企画政務次官などを務めた。
1980年、1983年の総選挙に続けて落選し政界を引退。通算当選13回。1980年には女性として世界で初めての国連平和賞を受賞、1987年には勲一等瑞宝章を受章。
2012年4月3日、腎不全のために死去。94歳没。代表取締役を務める「山口シヅエガーデン」が「故人の遺志により誕生日の10月31日まで公表を控える」としていた。

## 著作
- 『骨のある子に育てよう:日本食こそ健康食 お母さんは台所の薬剤師』山口ガーデン、1986年。